# Nanna Bryndís Hilmarsdóttir
Nanna Bryndís Hilmarsdóttir (Garður, 6 de mayo de 1989) es una cantante, compositora y música islandesa, conocida por ser la vocalista de la banda de indie folk Of Monsters and Men.

## Biografía
Nanna nació y creció en Garður, un pueblo situado al suroeste de Islandia. Actualmente, reside en Reykjavík. Durante su adolescencia, Nanna asistió a clases en una escuela de música de su ciudad y trabajó como empleada en una tienda de video. Finalmente comenzó su carrera musical en un proyecto en solitario llamado Songbird, proyecto que a su vez acabaría por formar lo que hoy día se conoce como el grupo musical Of Monsters and Men.

## Of Monsters and Men
Con la convicción de ampliar el proyecto inicial Songbird de Nanna, Ragnar Þórhallsson, Brynjar Leifsson, Arnar Rósenkranz Hilmarsson, Kristján Páll Kristjánsson y Árni Guðjónsson se incorporaron a la banda, lo que daría forma en 2010 al grupo musical Of Monsters and Men. Los tres singles iniciales: "Little Talks", "Mountain Sound" y "King and Lionheart", así como sus videos tuvieron gran aceptación por parte de sus fanes, con millones de visitas en YouTube. En 2011 el grupo lanza su álbum debut «My Head Is an Animal» (Mi cabeza es un animal) y en 2015 su segundo material titulado «Beneath the Skin» (Debajo de la piel).